# Portes de Mahdia
Les portes de la ciutat de Mahdia a Tunísia, com a tot el país, tenen unes característiques especials, per la manera com estan cuidades i pintades. A Mahdia es poden veure un grapat de portes a la part vella, algunes corresponents a mesquites (les bessones) o zawiyes i altres a cases particulars, sovint de notables. Alguna de les portes utilitza material romà i fins i tot una té una mitja columna púnica. Són de colors diversos predominant el verd.

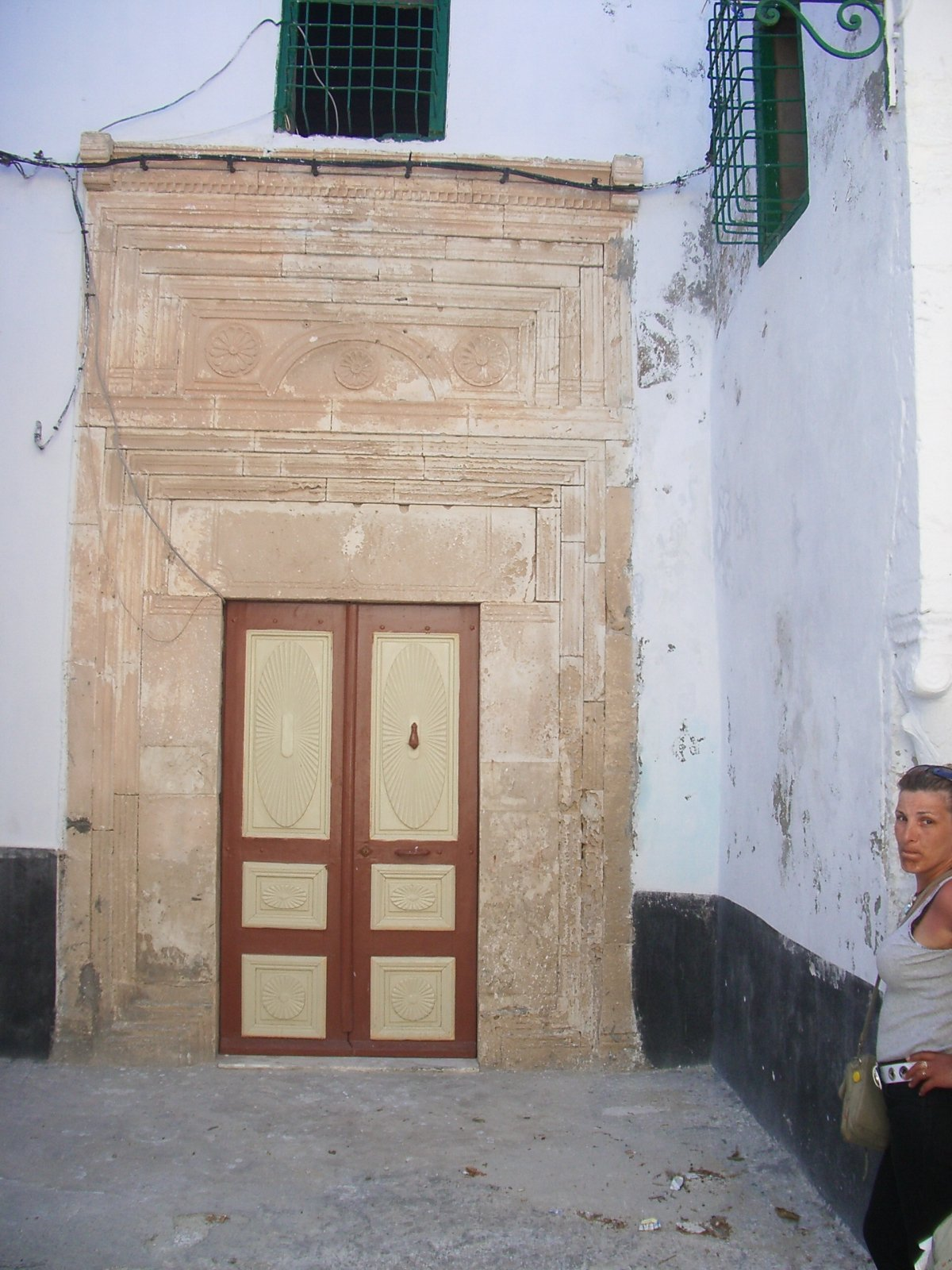
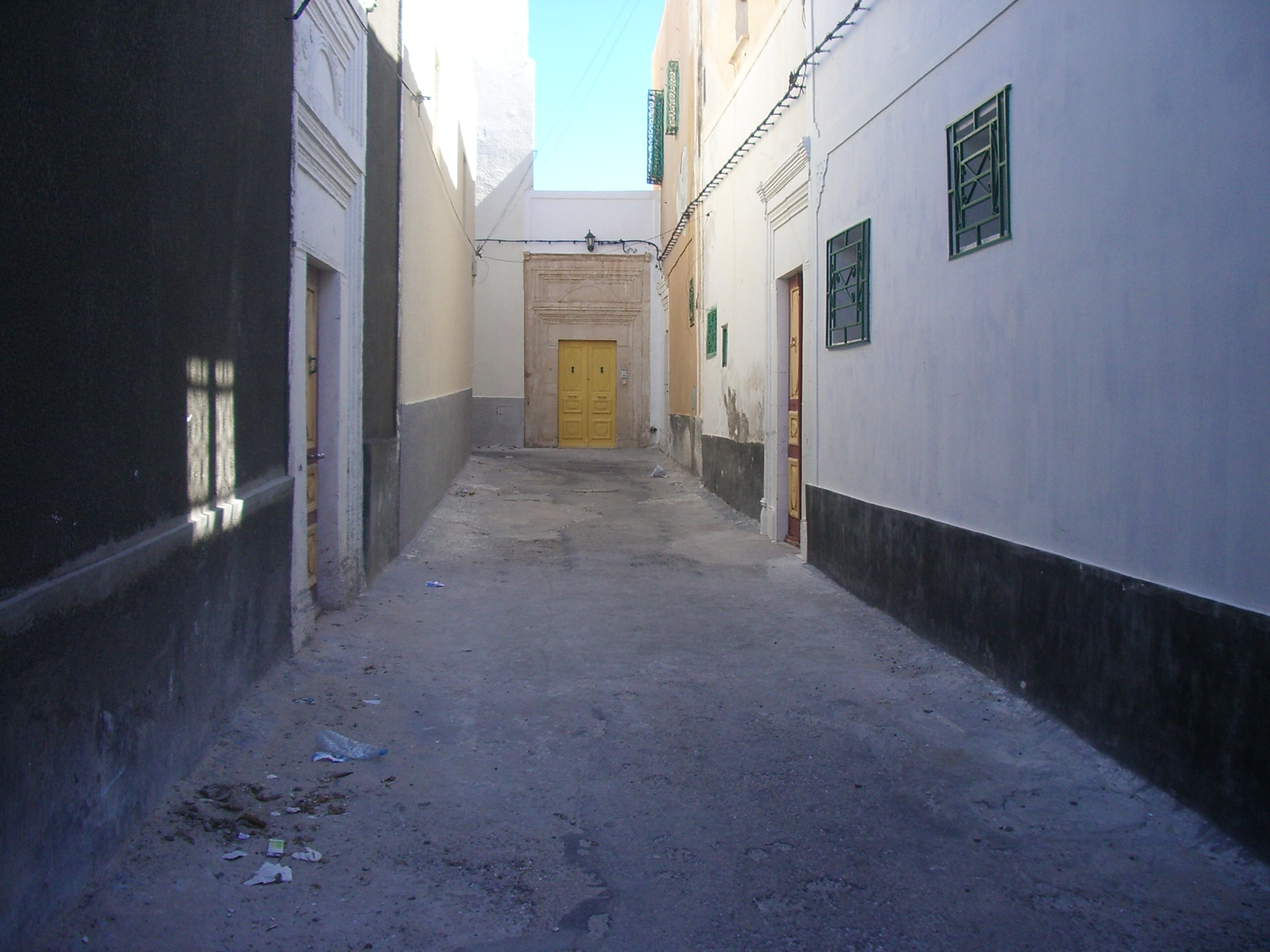
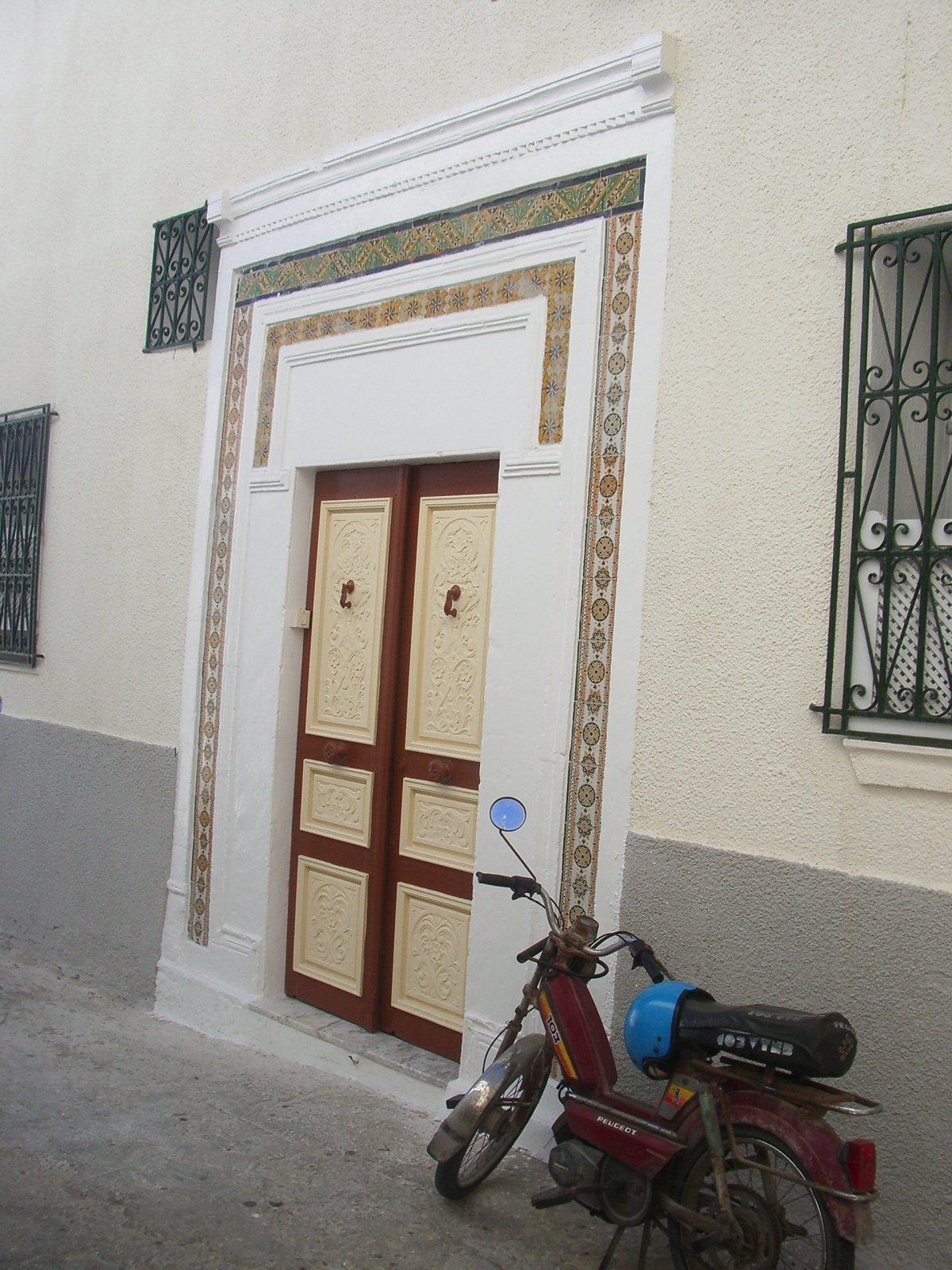
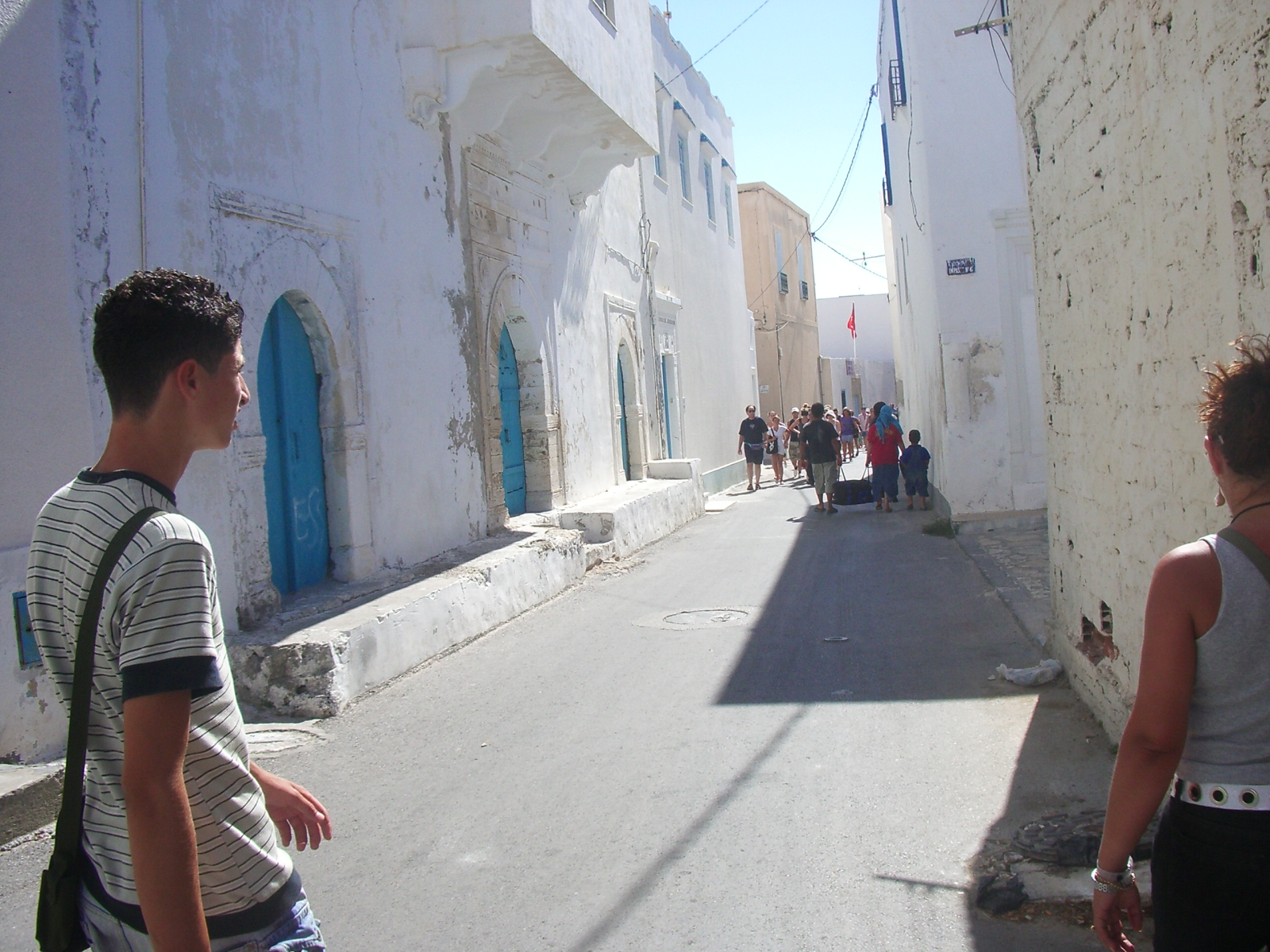
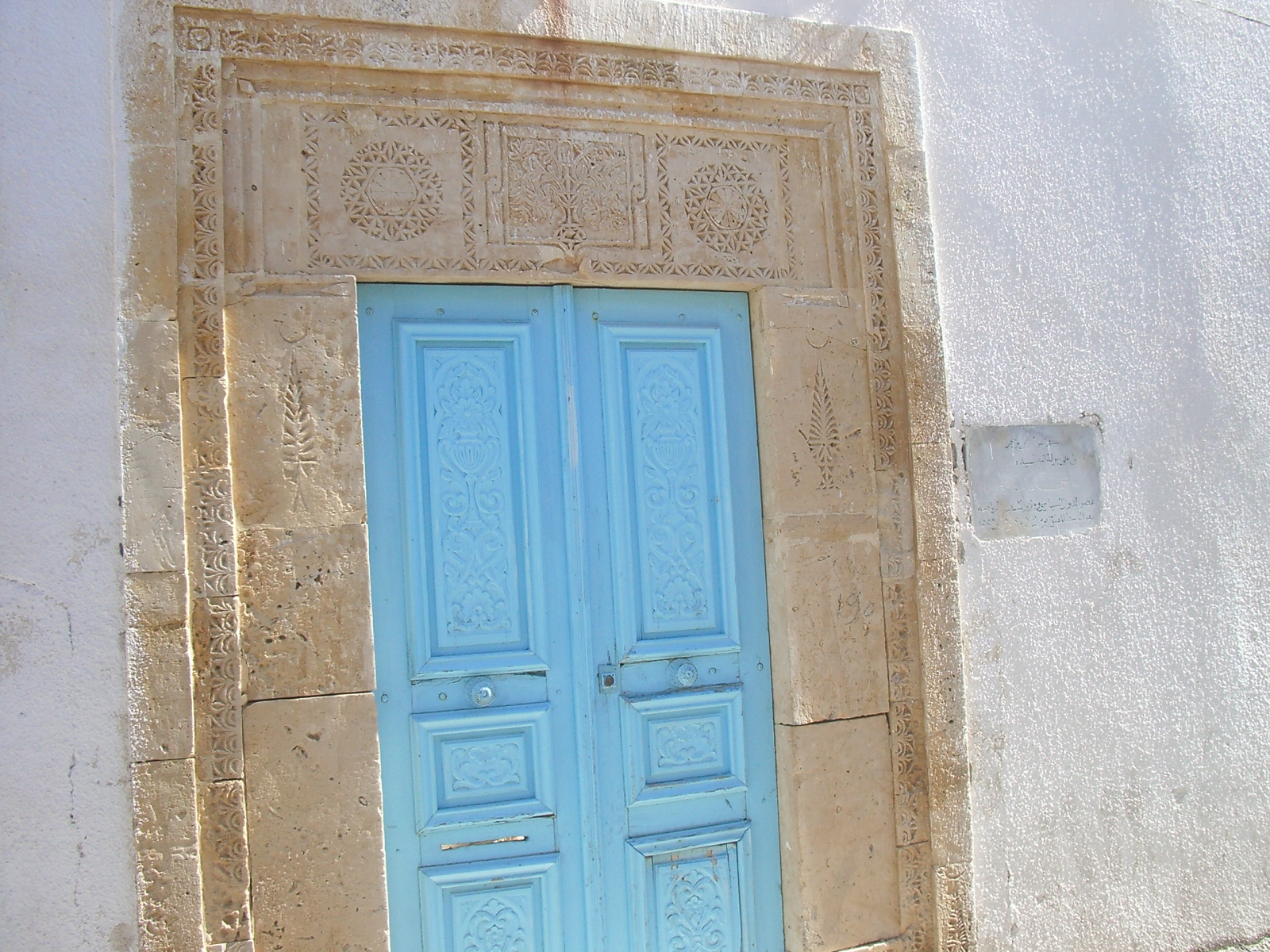
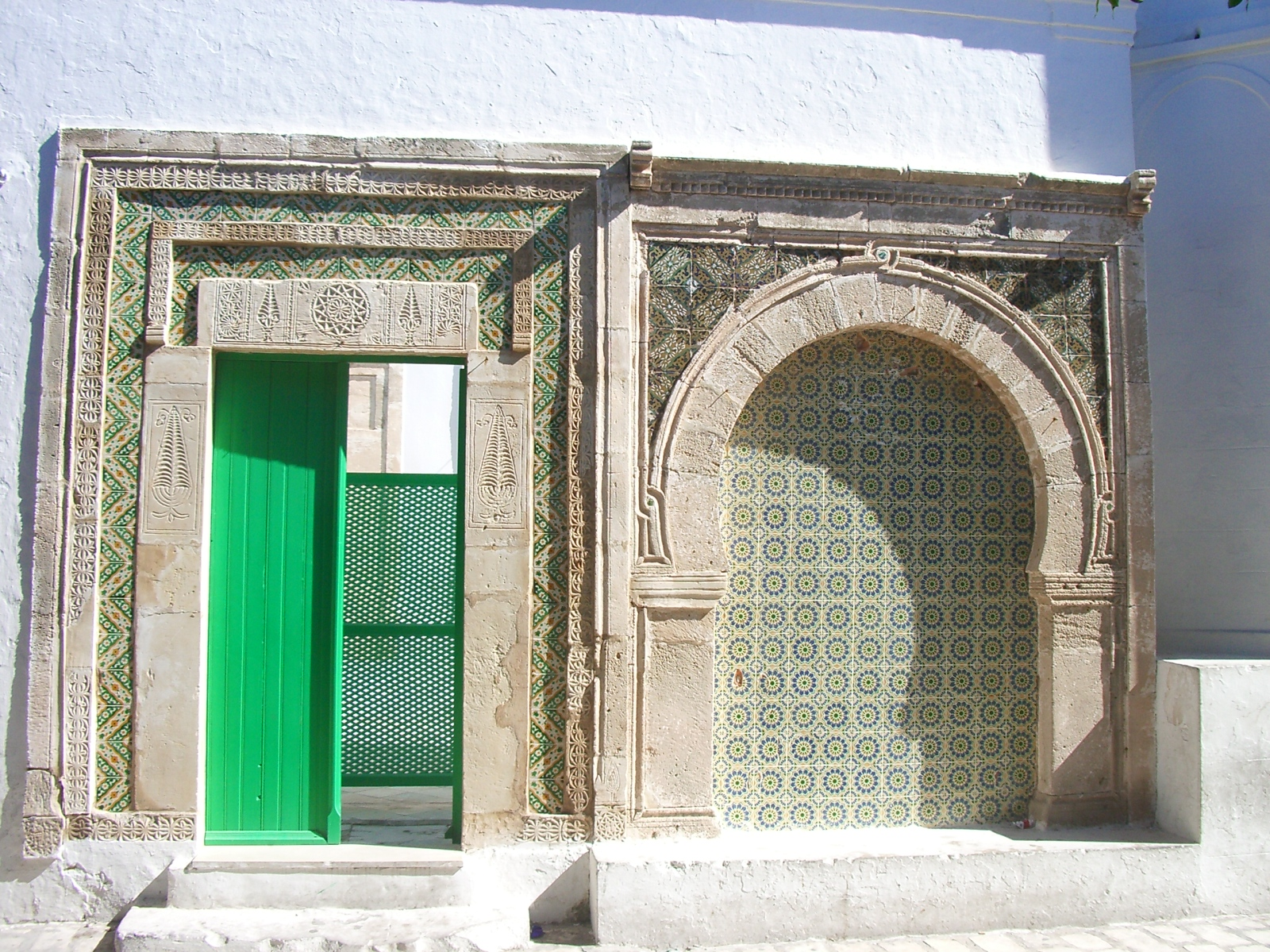
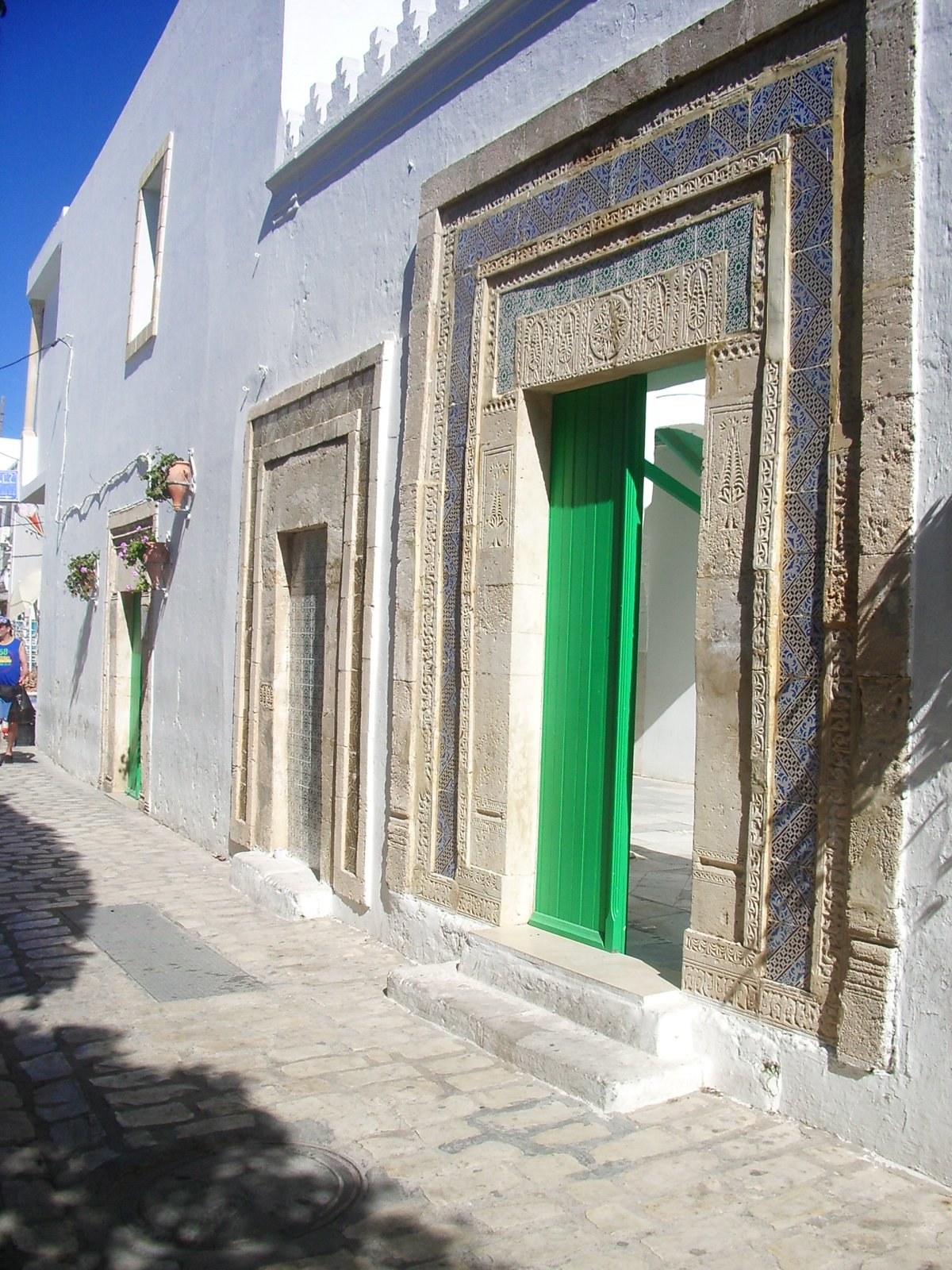
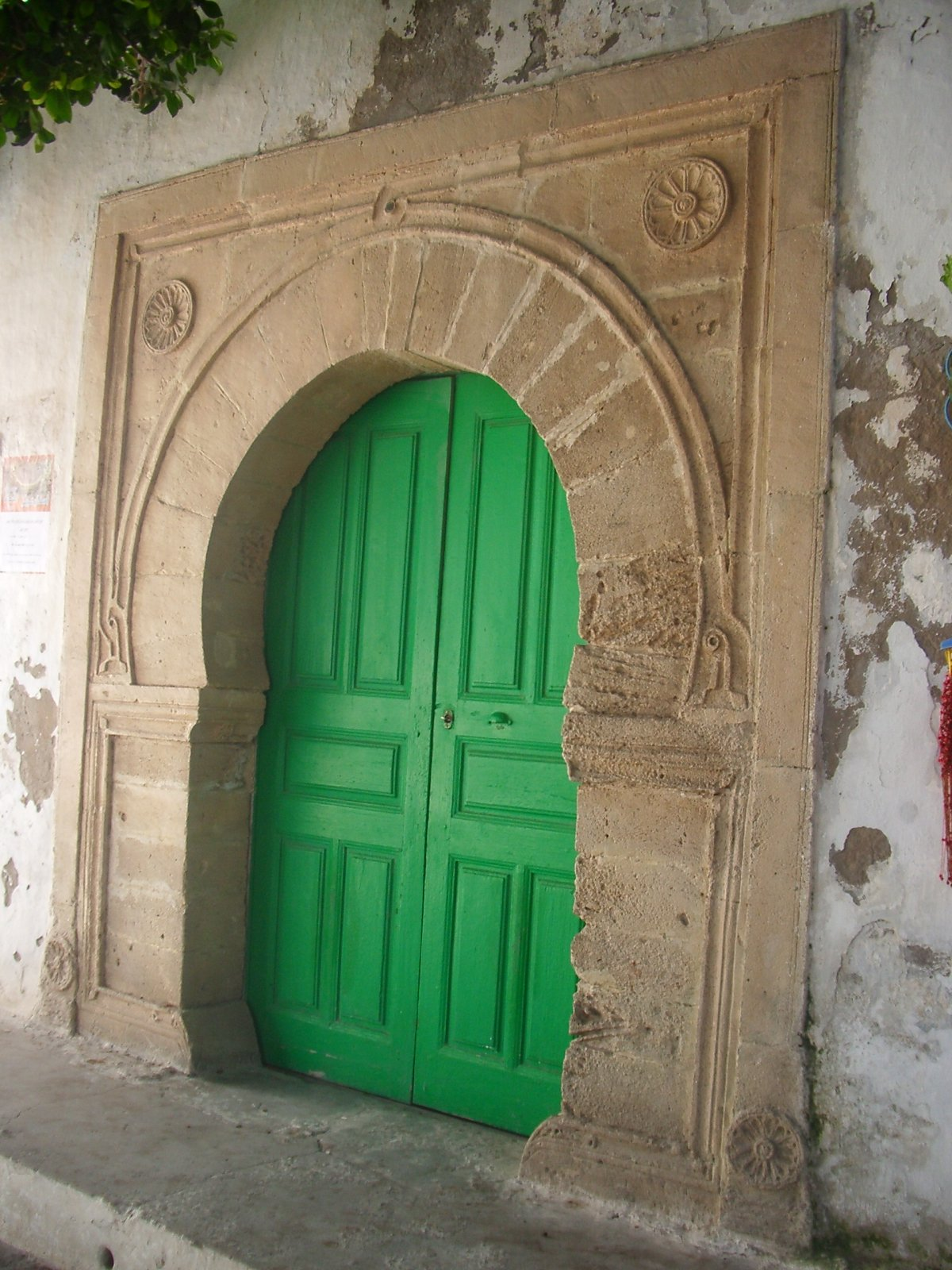